# 겸재로
겸재로(謙齋路)는 겸재 정선(謙齋 鄭歚)의 호를 따온 도로이다. 2015년 6월 22일 겸재교가 개통되어, 중랑천 양측 구간이 연결되었다.